# Forgách Lajos
Forgácsi báró Forgách Lajos (Forgatsch Lajos, Ludwig Freiherr von Forgách) (1795. augusztus 5. – Bécs, 1858. december 5.) hadnagy.

## Életrajza
A bécsi Arcière-testőrségben szolgált. Családja Morvaországban élt, a ghymesi és gácsi Forgách családtól származtatta magát. 1651. március 5-én nyertek báróságot, nevüket a gothai Genealogisches Taschenbuch der freiherrlichen Häuser Forgatsch von Forgatschnak írta.

## Nyomtatásban megjelent munkái
- 1. Dem Wiener Donau-Kanal auch bei kleinem Wasser das zur Schiffahrt hinlängliche Wasser zu verschaffen. Wien, 1835.
- 2. Über die zweckmässigste Führung des Donau-stromes in der Höhe Wiens, mit Inbegriff des Wiener Donau-Kanales. Wien, 1840. (Három tábla rajzzal.)
- 3. Die Schiffbare Donau von Ulm bis in das Schwarze Meer. Wien, 1849.

Cikkei Haidinger Berichtjében:
- 1846–47. Beobachtungen über den Eisgang der Donau
- 1848. Eisgang der Donau im Jahre 1848
- 1849. Eisgang der Donau im Januar 1847.)